# Aguas Corrientes
Aguas Corrientes è un comune dell'Uruguay, situato nel Dipartimento di Canelones.